# Бойко Михайло Федорович
Миха́йло Фе́дорович Бо́йко (1 листопада 1915, село Болотниця, тепер Прилуцького району Чернігівської області — 1988, місто Харків) — український радянський діяч, секретар Закарпатського обласного комітету КП(б)У, ректор Харківського державного педагогічного інституту імені Григорія Савича Сковороди. Кандидат історичних наук (1953).

## Біографія
Народився в селянській родині. У 1934 році закінчив Гадяцький педагогічний технікум.
У 1934—1938 роках — студент історичного факультету Харківського державного педагогічного інституту.
З 1938 року — вчитель, директор середньої школи № 1 міста Куп'янська Харківської області; директор середньої школи № 30 міста Харкова.
Член ВКП(б).
У березні 1945 — березні 1948 року — завідувач відділу шкіл Тернопільського обласного комітету КП(б)У.
У березні 1948 — вересні 1952 року — секретар Закарпатського обласного комітету КП(б)У з пропаганди і агітації.
У 1952 — січні 1963 року — завідувач Харківського обласного відділу народної освіти. У січні 1963 — грудні 1964 року — завідувач відділу народної освіти Харківської обласної сільської ради депутатів трудящих. У грудні 1964 — 1970 року — завідувач Харківського обласного відділу народної освіти.
У 1970—1980 роках — ректор Харківського державного педагогічного інституту імені Григорія Савича Сковороди.
Помер у 1988 році в місті Харкові.

## Нагороди
- орден Леніна
- медаль «За трудову доблесть» (23.01.1948)
- Медаль Н. К. Крупської
- Медаль А. С. Макаренка
- медалі
- знак «Відмінник освіти Української РСР»
- знак «Відмінник освіти СРСР»
- Заслужений вчитель Української РСР (19.05.1956)